# Edmund Roman Orlik
Edmund Roman Orlik  (26 de enero de 1918-8 de abril de 1982) fue un comandante de tanque polaco que destruyó 10 tanques alemanes durante la invasión alemana de Polonia de 1939, inclusive un Panzer IV Ausf. B, con una tanqueta TKS de 2,6 toneladas armada con un cañón automático  Nkm wz. 38 FK de 20 mm.

## Biografía

### Primeros años y la Segunda Guerra Mundial

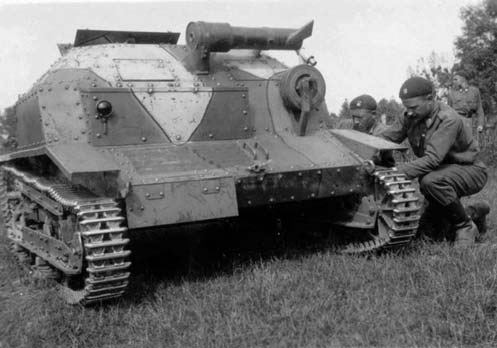
Podchorąży Orlik y Bronisław Zakrzewski, su conductor, junto a su tanqueta TKS.

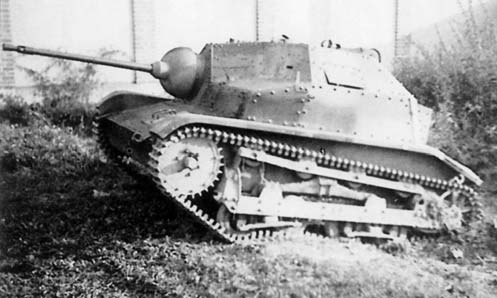
Una TKS armada con cañón automático de 20 mm.

Orlik nació en 1918. Después de terminar sus estudios secundarios, se enroló en el Ejército y en 1937 terminó su entrenamiento en el Centro de Guerra Blindada (Centrum Wyszkolenia Broni Pancernych) de Modlin. Después continuó sus estudios en la Universidad Politécnica de Varsovia. En agosto de 1939 fue movilizado y participó en la campaña de setiembre con el 71.er Escuadrón Blindado.
El 18 de setiembre de 1939, durante la escaramuza de Pociecha en el bosque de Kampinos, el medio pelotón de Orlik formado por tres tanquetas TKS destruyó tres tanques alemanes, dos Panzer 35(t) y un Panzer IV Ausf. B de la 1. Leichte Division.
En esta batalla resultó muerto el comandante del pelotón alemán, el Teniente Victor IV Albrecht von Ratibor (23 años, heredero del Duque de Ratibor) que iba a bordo del Panzer IV. Según los libros de Janusz Magnuski, basados únicamente en los relatos de Orlik, solamente la tanqueta de este iba armada con un cañón automático de 20 mm y las demás iban armadas con ametralladoras, con Orlik destruyendo los tres tanques. Sin embargo, otras fuentes mencionan que todas las tanquetas TKS iban armadas con cañones automáticos de 20 mm. Además, una historia de las fuerzas blindadas polacas publicada en Londres en 1971 no menciona a Orlik, pero si a otros tres tanquistas polacos (apellidados Tritt, Pachocki y Łopatka) de los seis que participaron en la escaramuza de Pociecha.

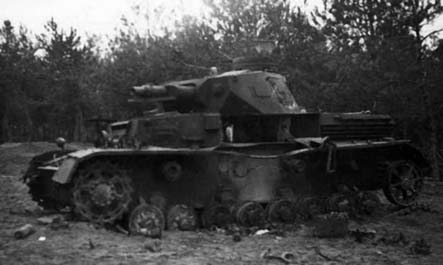
Los restos del Panzer IV de Victor Albrecht von Ratibor.

Al día siguiente Orlik participó en la batalla de Sieraków con su unidad. Durante la noche, los alemanes fueron repelidos por el 9º Regimiento de Ulanos y el 7º de Fusileros a Caballo. Los enemigos contraatacaron con apoyo de los tanques del Panzer-Regiment 11 y el Panzer-Abteilung 65. Los polacos destruyeron 20 tanques con apoyo de artillería; Orlik afirmó que puso fuera de combate 7 tanques con su tanqueta y capturó a dos tanquistas alemanes a punta de pistola. El conductor de su TKS era Bronislaw Zakrzewski. Después de la batalla, se retiró con su unidad hacia el este y participó en la defensa de Varsovia. Durante la ocupación alemana, Orlik se unió al Armia Krajowa.

### En la posguerra
Después de la guerra, Orlik se graduó en la Escuela Superior de Artes Plásticas (Wyższa Szkoła Plastyczna) y trabajó en Łódź, donde diseñó los edificios del campus. Él creó el proyecto de la Biblioteca de la Universidad de Łódź, construida entre 1956-1960, y considerada la obra arquitectónica más elaborada de la ciudad durante el período comunista. Orlik también diseñó el dormitorio para estudiantes extranjeros (llamado la Torre de Babel) y el Departamento de Idiomas Extranjeros. Después se graduó como arquitecto en la Universidad Politécnica de Wrocław. Desde inicios de la década de 1970, Orlik vivió y trabajó en Opole. Murió en un accidente en 1982.

## Condecoraciones
Cruz del Valor

## Memorial
En Pociecha, donde tuvo lugar la batalla, se levantó un memorial de piedra dedicado a Orlik (situado en 52°20′02″N 20°44′15″E / 52.33389, 20.73750).